# Адамауа
 Тази статия е за платото в Африка.  За щата в Нигерия вижте Адамауа (щат).  
Адамауа (на френски: Adamaoua plateau) е обширно блоково-нагънато плато, простиращо се в централните части на Камерун, югоизточната част на Нигерия и крайните северозападни части на ЦАР, между големите падини на реките Нигер на северозапад и Конго на югоизток. Дължината му от запад на изток е около 800 km, ширината – до 300 km, а площта му – около 67 300 km². На запад, северозапад и север със стръмни склонове се спуска към равнините на реките Нигер и Бенуе, а на изток и юг плавно се понижава съответно към платото Азанде и Южногвинейските възвишения. Средната му надморска височина е 1000 – 1500 m. В западната му висока част се издигат множество остатъчни върхове и мощни планински хребети с максимална височина връх Ому (3011 m). Други по-високи върхове са Бамбути (2740 m), Мбам (2335 m). Изградено е от кристалинни и метаморфни скали, основно гнайси и е увенчано с млади лавови покривки и конуси на угаснали вулкани. В южните части на платото климатът е екваториален и е заето от влажни вечнозелени гори, а в северните е с къс сух сезон, където растителността е представена от листопадни и вечнозелени гори и високотревисти савани. Най-високите части са заети от планински савани. В платото има значителни запаси на боксит. Платото Адамауа се явява важен хидрографски възел. От северната му част води началото си Бенуе (ляв приток на Нигер) и нейните леви притоци (Фаро, Темба, Кацина-Ала и др.), на югозапад към Атлантическия океан се стичат реките – Крос, Вури, Санага и др., на североизток тече река Логон с притока си Пенде, Уам (лява съставяща на Шари) и др., всички те от басейна на езерото Чад, а на югоизток протича река Санга с притоците си Мамберамо, Кадеи и Джа, от басейна на река Конго.
Името на платото идва от ислямския лидър, Модибу Адама, който основал собствено кралство в района на Адамауа през 1848 година.